# Prémios Sophia de 2022
A 11.ª Edição dos Prémios Sophia teve lugar a 18 de junho de 2022, no Salão Preto e Prata do Casino Estoril, em Lisboa. Os nomeados foram revelados no dia 18 de maio de 2021. A cerimónia foi apresentada por Margarida Vila-Novae Pedro Miguel Ribeiro e transmitida em direto na RTP2.

## Vencedores e Nomeados
Os vencedores estão assinalados a negrito.
| Melhor Filme | Melhor Realização |
| Bem Bom – Patrícia Sequeira (produtora) O Último Banho – Isabel Machado, Joana Ferreira e Jasmina Sijercic (produtoras) Sombra – Joana Domingues (produtora) Terra Nova – Ana Costa (produtora) | Bruno Gascon – Sombra Catarina Vasconcelos – A Metamorfose dos Pássaros David Bonneville – O Último Banho Patrícia Sequeira – Bem Bom                       |
| Melhor Documentário em Longa-Metragem | Melhor Série/Telefilme |
| A Metamorfose dos Pássaros – Catarina Vasconcelos (real.); Pedro Fernandes, Joana Gusmão (prod.), Primeira Idade Prazer, Camaradas! – José Filipe Costa (real.); Filipa Reis e João Miller Guerra (prod.), Uma Pedra no Sapato Paraíso – Sérgio Tréfaut (real.); Sérgio Tréfaut e Claire Dornoy (prod.), FAUX e Les Films d’Ici Serpentário – Carlos Conceição (real.); António Gonçalves, Carlos Conceição, Margarida Ventura (prod.), MIRABILIS | Até que a vida Nos Separe – Coyote Vadio / Caos Calmo Filmes Auga Seca II – SPi /Portocabo Glória – SPi Pôr do Sol – Coyote Vadio / Caos Calmo Filmes       |
| Melhor Argumento Original | Melhor Argumento Adaptado |
| Bem Bom – Cucha Carvalheiro, Filipa Martins e Patrícia Sequeira Diários de Otsoga – Maureen Fazendeiro, Miguel Gomes e Mariana Ricardo O Som que Desce na Terra – Filipa Poppe e Joana Andrade O Último Banho – David Bonneville e Diego Rocha | N/A |
| Melhor Actriz Principal | Melhor Actor Principal |
| Ana Moreira – SombraAnabela Moreira – O Último Banho Gabriela Barros – O Som que Desce na Terra Lia Carvalho – Bem Bom | José Condessa – O Som que Desce na Terra Martim Canavarro – O Último Banho Miguel Borges – Terra Nova Pedro Lacerda – Terra Nova                            |
| Melhor Actriz Secundária | Melhor Actor Secundário |
| Ana Cristina Oliveira – SombraMargarida Marinho – O Som que Desce na Terra Margarida Moreira – O Último Banho Sara Carinhas – Bem Bom | Eduardo Breda – Bem Bom João Jesus – O Som que Desce na Terra João Nunes Monteiro – Diários de Otsoga Raimundo Cosme – Sombra                               |
| Melhor Direcção de Fotografia | Melhor Montagem |
| A Metamorfose dos Pássaros – Paulo Menezes Sombra – Paulo Castilho Terra Nova – Luís Branquinho O Último Banho – Vasco Viana | Bem Bom – Pedro Ribeiro Diários de Otsoga – Pedro Filipe Marques A Metamorfose dos Pássaros – Francisco Moreira Sombra – Maria Gonzalez                     |
| Melhor Som | Melhor Banda Sonora Original |
| Bem Bom – Francisco Pinho de Almeida e Branko Neskov Diários de Otsoga – Vasco Pimentel e Miguel Martins A Metamorfose dos Pássaros – Adriana Bolito, Miguel Martins, Rodolfo Cardoso e Rafael Cardoso O Último Banho – Dana Fazanephour, Elsa Ferreira e Simon Apostolou | Serpentário – Hugo Leitão Sombra – Filipe Goulart e Milton Nuñez Mora Terra Nova – Nuno Côrte-Real O Último Banho – José Alberto Gomes e Jonatan Blati      |
| Melhor Canção Original | Melhor Direcção Artística |
| N/A | Bem Bom – João Torres Diários de Otsgoa – Andresa Soares Terra Nova – Joana Costa Gaspar O Último Banho – Bruno Duarte                                      |
| Melhor Caracterização/Efeitos Especiais | Melhor Guarda-Roupa |
| Bem Bom – Ana Araújo (Caracterização) e Manuel Santiago (Efeitos Especiais) O Som que Desce na Terra – Luís Guerreiro (efeitos especiais) e Marlene Santos (caracterização) Terra Nova – Markus Frank (efeitos especiais) e Miguel Teixeira (caracterização) O Último Banho – Hoël Sainleger (efeitos especiais) e Olga José (Caracterização) | Bem Bom – Rita Lameiras O Som que Desce na Terra – Mia Lourenço Terra Nova – Miss Suzie O Último Banho – Patrícia Dória                                     |
| Melhor Maquilhagem e Cabelos | Melhor Curta-Metragem de Ficção |
| Bem Bom – Abigail Machado, Ana Araújo e Mário Leal O Som Que Desce na Terra – Marlene Santos e Mário Leal Terra Nova – Miguel Teixeira O Último Banho – Olga José | A Rapariga de Saturno – Gonçalo Almeida Cabra Cega – Tomás Paula Marques O Lobo Solitário – Filipe Melo We Won’t Forget – Edgar Morais e Lucas Elliot Eberl |
| Melhor Curta-Metragem de Documentário | Melhor Curta-Metragem de Animação |
| Eunice ou Carta a uma Jovem Actriz – Tiago Durão Saudade – Tiago Iúri & Sandra Duarte Cardoso Sopro – Pocas Pascoal Timkat – Ico Costa | A Menina Parada – Joana Toste A Mulher do Médico – Bruno Simões O Macaco – Lorenzo Degl’Innocenti e Xosé Zapata O Voo das Mantas – Bruno Carnide            |
| Sophia Estudante | |
| Borderline – Leonor Rocha Oliveira Ímpar – Laura Pires, Laura Equi e Marta Ribeiro Os Magalhães – Marco Bártolo Punkada – Gonçalo Ferreira | |

Prémio Sophia de Carreira – Abi Feijó